# Rabat (handel)
 For alternative betydninger, se Rabat. (Se også artikler, som begynder med Rabat)
Rabat betyder afslag og angiver et fradrag i en pris. Rabatter anvendes indenfor såvel detail- som engroshandel i en række situationer. Engrosrabat eller forhandlerrabat er således det procentfradrag i detailprisen eller katalogprisen, som af engrosleverandøren gives forhandlere i vedkommende branche. Rabattens størrelse sættes ofte i forhold til omsætningen eller til det aftagne varepartis størrelse. Kontantrabat er det procentfradrag, som gives ved samtidig kontant betaling.
Anvendelsen af rabatter er et eksempel på prisdiskriminering, dvs. det forhold, at virksomheder sælger den samme vare til forskellige priser til forskellige kundegrupper eller på forskellige tidspunkter, uden at prisforskellene kan begrundes med omkostningsforskelle. Prisdiskriminering kan forøge en virksomheds profit ved at udnytte, at køberne har forskellig betalingsvilje (prisfølsomhed) for varen.

## Studierabat
En lang række virksomheder, organisationer og foreninger yder en særlig studierabat til studerende. Rabatten er ofte et kontant beløb i form af en konkret procentvis rabat, men kan også være i form af eksempelvis gratis oprettelse, forsendelse og lignende.
Studerende ligger typisk i den lave ende af indkomstskalaen. og har derfor højere prisfølsomhed, dvs. deres betalingsvilje for en vare er - på linje med andre lavindkomstgruppers - mindre den den gennemsnitlige øvrige befolknings. Derfor kan en virksomhed forøge sin indtjening ved at give dem en særlig favorabel behandling. Samtidig kan virksomheden håbe, at de studerende fortsat vil benytte virksomhedens produkter og tjenester efter endt studietid. 
Opnåelsen af studierabat bestemmes typisk af de virksomheder, der udbyder denne. Typisk opnås rabatten ved fremvisning af et gyldigt studiekort til en uddannelsesinstitution på en gymnasial  eller videregående uddannelse. Enkelte udbyder udelukkende rabat til studerende ved bestemte uddannelser. Der findes ligeledes eksempler på, at nogle virksomheder yder særlig rabat til bestemte grupper af studerende fra specifikke uddannelsesinstitutioner.